# STSAT-2C
STSAT-2C ist ein Forschungs- und Technologieerprobungssatellit des südkoreanischen Korea Aerospace Research Institute. Er ist der Nachfolger von STSAT-2A und der dritte Satellit der zweiten Generation von STSAT-Satelliten.

## Aufbau
Der dreiachsenstabilisierte Satellit ist mit sechs Geräten ausgerüstet. Das Laser Retro-Reflektor Array (LRA) ermöglicht die Bahnbestimmung des Satelliten mit Zentimetergenauigkeit durch Bodenstationen des International Laser Ranging Service. Die Lagnmuir Probe (LP) wird verwendet, um die Elektronentemperatur, die Elektronendichte und das elektrische Feld von Plasma zu bestimmen. Der Space Radiation Effects Monitor (SREM) dient der Überwachung der Strahlungsbedingungen des erdnahen Weltraums. Darüber sind mit dem Reaction Wheel Assembly (RWA), dem IR-Sensor (IRS) und dem Femto Sekunden Laser Oszillator (BFS) Prototypen zum Test neuer Weltraumtechnik an Bord. Die Energieversorgung übernehmen Solarzellen auf zwei kleinen ausklappbaren Flügeln und auf der Außenseite des Satelliten mit einer Leistung von etwa 80 Watt und Lithium-Ionen-Akkumulatoren. STSAT-2C besitzt eine geplante Lebensdauer von einem Jahr.

## Missionsverlauf
Der Satellit wurde am 30. Januar 2013 um 07:00 UTC mit einer KSLV-1-Trägerrakete vom Naro Space Center in eine stark elliptische erdnahe Umlaufbahn gebracht. Dies war der erste erfolgreiche Start einer südkoreanischen Rakete. Elf Stunden nach dem Start wurde erstmals Kontakt mit dem Satelliten aufgenommen.
Ab April 2014 meldete sich der Satellit nicht mehr. Inzwischen ist der Satellit verglüht.